# Il figlio di Iorio
(Eduardo Scarpetta, A causa mia)
Il figlio di Iorio è una parodia scritta da Eduardo Scarpetta del più celebre dramma La figlia di Iorio di Gabriele D'Annunzio.

## Trama
A Pozzuoli ("or è molt'anni"), si sta per celebrare un matrimonio nella casa di Nicola Paniello, i tre servitori Cornelio, Coviello e Trivella preparano l'abito da sposa per Alice, pronta a maritarsi con Torillo. La scena è resa comica dalle battute triviali dei servitori, dal fare stralunato di Alice che nasconde un segreto, e dalla festa carnascialesca degli zampognari convitati che irrompono in casa. Sul più bello si scopre che Alice ha tradito Torillo, e deve scappare.
L'atto II inizia in una grotta presso Pozzuoli, dove si rifugiano Alice e Torillo, Alice ha portato in voto un pupazzo di una testa di Angelo (parodia del voto nella tragedia d'annunziana), per purificarsi dai suoi peccati, cerca di trovare conforto anche nello stralunato eremita padre Francesco. Una serva giunge dalla casa di don Nicola, rimproverando Torillo di essere una vera sciagura per la casa... sicché il poveretto decide di compiere un'azione magistrale. 
Verrà prelevato dalla gendarmeria e portato in carcere mentre grida "A fava è bella!", contro il finale del III atto dannunziano, in cui Mila di Codro grida "la fiamma è bella!".

## Le vicende dell'opera

### L'antefatto
La sera del 2 marzo 1904 venne rappresentata per la prima volta al Teatro Lirico di Milano la tragedia in tre atti La figlia di Iorio di Gabriele D'Annunzio, con grande successo di pubblico. Alla buona riuscita dell'opera aveva avuto una parte importante, oltre alla fama già conseguita dal "vate immaginifico", la curiosità del pubblico per la partecipazione a questo impetuoso dramma pastorale della giovane attrice Irma Gramatica, oggetto di pettegolezzi che la indicavano come l'ultima amante di D'Annunzio.
Neppure un mese prima, il 6 febbraio del 1904, Eduardo Scarpetta aveva avuto un buon successo nella rappresentazione al Teatro Valle di Roma de La geisha, una parodia di un'opera di Sidney Jones, dove si ironizzava sul diffuso gusto borghese, in quell'inizio di secolo, per tutto quello che sapeva di orientale. Il successo era da attribuire anche all'interpretazione eccezionale nel ruolo della protagonista, la geisha Mimosa-San, del figlio di Scarpetta, Vincenzo, a cui venne affiancato in una scena del coro finale un altro figlio, di quattro anni, abbigliato come un giapponesino, che altri non era che il piccolo Eduardo De Filippo.

### L'incontro di Scarpetta con D'Annunzio
Pensando di rinnovare il buon esito appena ottenuto con La geisha, Eduardo Scarpetta pensò di scrivere un'altra parodia che, sull'onda del successo dell'opera dannunziana, ne prendesse in giro gli aspetti enfatici e drammatici.
Nacque così il copione de Il figlio di Iorio, in cui Scarpetta sbeffeggiava il ridondante talento poetico di D'Annunzio, capovolgendone la trama e trasformando gli interpreti maschili in femminili e viceversa.
Rosa, la moglie di Scarpetta, mostrò tutto il suo dissenso al progetto del marito per la rappresentazione di una parodia che metteva in discussione il clamoroso successo dell'opera di un poeta alla moda e con una così alta considerazione del proprio genio. Abbandonare le commedie con il personaggio di Sciosciammocca, che tante soddisfazioni artistiche e materiali aveva loro dato, era da lei considerata un'impresa destinata a fallire.
Ma Scarpetta, ostinato nella sua idea, aveva già quasi completamente allestito lo spettacolo e si era quindi recato a Marina di Pisa per ottenere il consenso di D'Annunzio alla messa in scena della parodia. Consenso che d'altra parte gli era stato facilmente accordato in un'altra occasione dal famoso compositore Giacomo Puccini per la messa in scena della parodia de La bohème, che lo stesso Maestro, presente allo spettacolo, aveva apprezzato, congratulandosi con l'autore.
Il colloquio con D'Annunzio fu amichevole e il poeta si sganasciò dalle risate alla lettura dell'opera, ma, temendo che la parodia di Scarpetta avesse ripercussioni negative sulle rappresentazioni della sua opera, gli negò, infine, il permesso scritto per la messa in scena de Il figlio di Iorio, annunciandogli, inoltre, il divieto con un telegramma, quando ormai era troppo tardi per sospendere lo spettacolo.

### La querela della SIAE per plagio
Il 3 dicembre del 1904 al Teatro Mercadante di Napoli andò in scena il Figlio di Iorio. In un primo momento il pubblico sembrò gradire la commedia, lasciandosi andare anche a qualche risata, ma in platea erano presenti degli infatuati dannunziani che, forse manovrati a bella posta, all'inizio del secondo atto, proprio nel momento dell'entrata in scena di Scarpetta in abiti femminili, organizzarono un'indicibile gazzarra che costrinse il capocomico, sorpreso e mortificato, a far calare il sipario e a promettere al pubblico, in sostituzione dello spettacolo interrotto, la rappresentazione di un atto unico.
Dopo qualche giorno Scarpetta dovette affrontare un'altra contrarietà peggiore della prima: Marco Praga, direttore generale della Società Italiana degli Autori ed Editori (SIAE), in nome della stessa società e per conto del socio Gabriele D'Annunzio, di cui era amministratore privato e quindi interessato per motivi economici personali alla vicenda, querelò per plagio e contraffazione Eduardo Scarpetta.
La notizia suscitò reazioni in campo internazionale e nell'opinione pubblica italiana, con l'intervento di letterati, Salvatore di Giacomo a sostegno di D'Annunzio, e persino filosofi, Benedetto Croce a favore di Scarpetta, come periti a fondare le ragioni dell'uno e dell'altro.
La contesa di tribunale assumeva quasi i toni di uno scontro letterario fra l'arte alta della tradizione poetica italiana della Figlia di Iorio e quella plebea dialettale e volgarmente sbeffeggiatrice del Figlio di Iorio.

### L'intervento di Scarpetta in tribunale
Quasi una pièce di teatro è la testimonianza di Scarpetta in un'udienza del Tribunale di Napoli, riportata dai giornali dell'epoca. Scarpetta in presenza del pubblico, sia pure quello di un tribunale, non resistette ad accattivarsene le simpatie, recitando la sua parte nel rispondere alle domande, alle battute, del presidente:
Presidente: Scarpetta, questa non è Corte, è Tribunale.

Scarpetta: Me credevo che stevo facenno o' terz'atto d'O Scarfalietto…»
Abilmente mise in rilievo la spocchia del Vate quando raccontò del suo incontro con D'Annunzio:
Presidente: È vero che D'Annunzio vi promise una sua fotografia?

Scarpetta: Sì, volle anche la mia, ma non mi mandò più la sua.»
Infine dopo aver recitato in tribunale alcuni versi de Il figlio di Iorio, rivendicò orgogliosamente la sua autentica dignità di autore teatrale dialettale pari a quella di chi componeva opere in lingua letteraria e avanzava il sospetto che l'insuccesso della rappresentazione fosse stato preordinato:

### La sentenza
Era questo il primo processo che si teneva in Italia a proposito del diritto d'autore. La fama dei personaggi coinvolti nel processo, l'interesse dell'opinione pubblica e la consapevolezza che la decisione del tribunale avrebbe costituito un precedente giudiziario di grande importanza fu motivo di grande impegno per gli avvocati delle parti in causa. In particolare si distinse l'avvocato difensore di Scarpetta, Carlo Fioravante del Foro di Napoli, che nella sua arringa diede prova di capacità oratorie ma anche di doti critiche letterarie nel mettere in rilievo la funzione liberatoria della parodia nell'arte e come essa fosse osteggiata dagli spiriti servili:
La parodia volta il cannocchiale. Essa, contrariamente all'ironia che dà carattere permanente a ciò che è contingente, di solenne a quello che è piccino, di grandioso a quel che è comune e volgare, volta il cannocchiale, capovolge gli uomini e le situazioni.

Intorno a un luminoso artista come Gabriele D'Annunzio è giusto si raccolgano gli ammiratori.
Di questi ammiratori potrei indicare tre categorie: gli ammiratori coscienti, consapevoli, che credono di trovarsi al cospetto della più alta manifestazione della forza dello spirito: costoro sono in buona fede e sono rispettabili. Ve n'è una seconda che io non posso determinare in lingua italiana poiché non trovo una parola così energica e precisa che renda il mio concetto e chiedo permesso di attingere al dialetto: vi sono i patuti. I patuti che effondono i tesori della loro ammirazione inconsapevole su coloro che meno intendono. Ve n'è, infine, una terza più pericolosa delle altre: quella dei servitori ai quali è concessa una sola libertà: esagerare gli ordini del loro padrone!»
()
La causa si protrasse sino al 1908, quando il tribunale emanò una sentenza in cui dichiarava il non luogo a procedere nei confronti di Eduardo Scarpetta perché il fatto non costituiva reato, dando così un'impronta di legittimità a tutte le successive parodie che avrebbero caratterizzato la storia dello spettacolo.
Una assoluzione piena quindi e una vittoria delle sue ragioni e del suo lavoro artistico, che però non impedì a Scarpetta di ritirarsi definitivamente dal teatro cinque mesi dopo la conclusione del processo.